# Aliquotregister
Een aliquotregister (ook boventoonregister of kortweg aliquot) is een register van een pijporgel, waarbij niet de aangeslagen noot van de toets van het klavier, maar een boventoon ervan weerklinkt. Aliquotregisters behoren tot de vulstemmen in het orgel en komen enkelvoudig of samengesteld voor.

## Soorten
- Enkelvoudige aliquoten zijn bijvoorbeeld de terts en de kwint. Ze hebben één pijp per toets en geven slechts de boventoon aan.
- Samengestelde aliquoten hebben meer dan één pijp per toets. In eerste instantie waren samengestelde vulstemmen alleen plenumregisters, bijvoorbeeld mixtuur en/of cimbel en/of scherp. Dergelijke mixtuurregisters worden in feite niet tot de aliquoten gerekend. Later werden er ook samengestelde vulstemmen als soloregisters gebouwd, (sexquialter en cornet).

## Wijzigende populariteit in de orgelbouw
Vanaf de eerste helft van de 19e eeuw begonnen aliquoten aan populariteit in te boeten. Vaak werden ze als schreeuwers in het orgel beschouwd. In eerste instantie werden ze in kleinere en vaak ook lagere samenstelling gebouwd. Later, bijvoorbeeld bij Aristide Cavaillé-Coll, werden ze vrijwel volledig weggelaten; alleen de cornet hield zich nog redelijk staande.
In de 20e eeuw kwamen, onder invloed van de "Orgelbewegung", de aliquoten weer in de belangstelling te staan. Men wenste een heldere, doorzichtige orgelklank waarbij de Noord-Duitse/Deense orgelklank als voorbeeld diende. Zelfs op kleine orgels (vanaf drie stemmen) werden aliquoten gebouwd, van hoge samenstelling, hetgeen een zeer heldere, vaak scherpe klank opleverde. Scherpen deden in die tijd vaak hun naam meer dan eer aan. Lambert Erné, een bekend orgeladviseur uit die tijd, dichtte eens over zijn eigen orgel in de Nicolaïkerk in Utrecht:
Hier staat nu 't orgel van de Deen / Zo scherp als dit vindt ge er geen.
Aliquot · Bourdon · Chamadewerk · Cornet · Cymbelster · Dulciaan · Fluit · Gedekt · Grondstem · Hobo · Holpijp · Mixtuur · Nachtegaal · Prestant · Roerfluit · Salicionaal · Strijkers  · Subbas · Tolkaan · Voix céleste · Vulstem